# مونيكا لي
مونيكا لي (بالإسبانية: Mónica Lei) هي عارضة فنزويلية، ولدت في 1971 في كاراكاس في فنزويلا.